# 拜代格凯尔
拜代格凯尔，是匈牙利绍莫吉州所辖的一个村。总面积26.00平方公里，总人口469，人口密度18.0人/平方公里（2011年1月1日）。